# موجة ميكانيكية

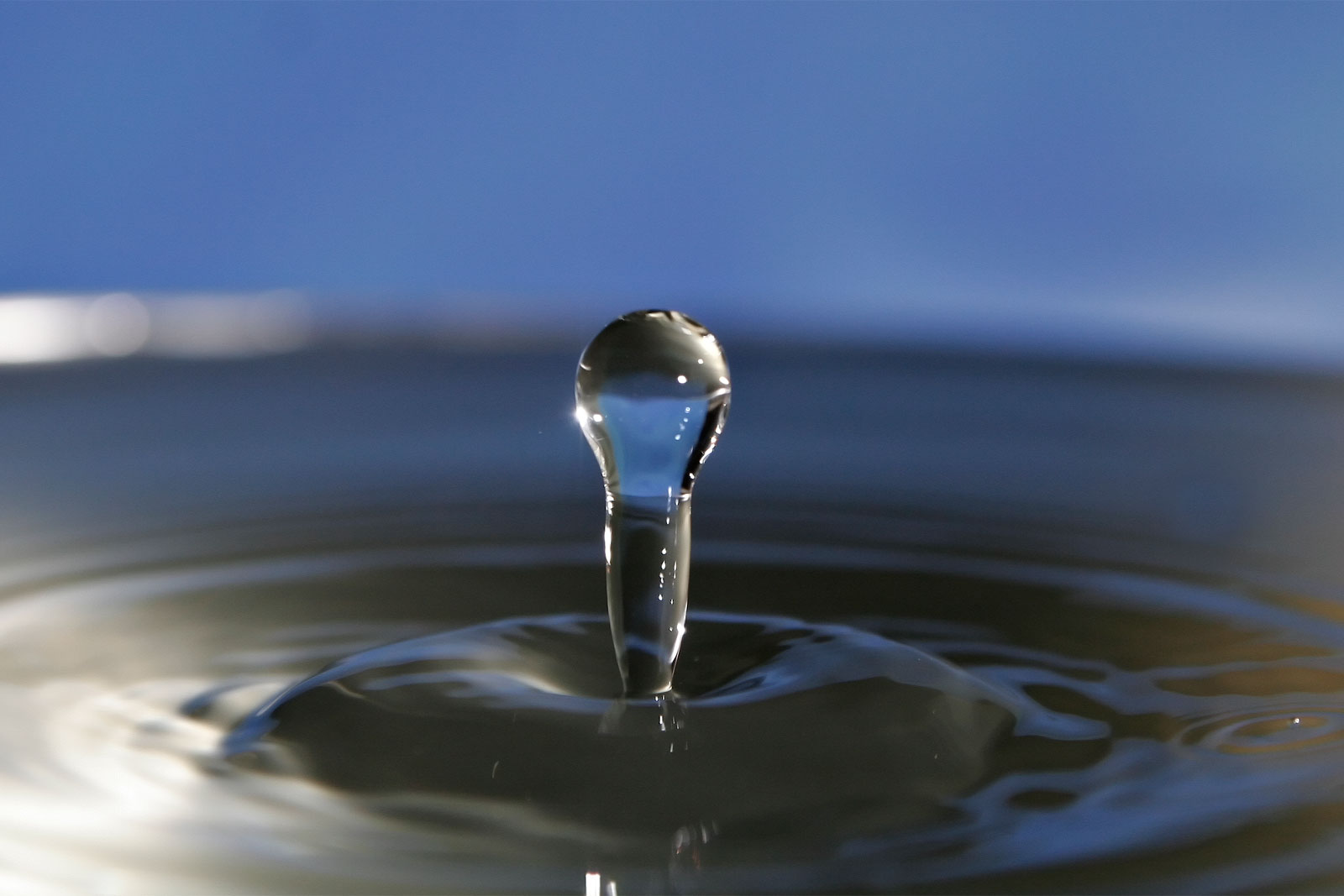
لاحظ موجات الماء.

توجد الأمواج في كل مكان في الكون، وهذه الأمواج على أشكال مختلفة، فمنها الأمواج الميكانيكية التي تحتاج إلى وسط مادي تنتقل فيه، والأمواج الكهرومغناطيسية التي لا تحتاج إلى وسط مادي، وباستطاعتها الانتقال في الفراغ.
و حركة الموجة الميكانيكية تنشأ من اضطرابات (حركة اهتزازية) ذات سعات صغيرة تنتشر في الأوساط المختلفة: صلبة، سائلة، غازية.
و حركة هذه الأمواج يصاحبها انتقال للطاقة.

## تصنيفات الأمواج
الأمواج هي اضطرابات أو اهتزازات تنشأ نتيجة اهتزاز مصدر ما، وقد تنتشر في وسط مادي كأمواج الماء(موجات مستعرضة) والصوت(موجات طولية) والأمواج في حبل مشدود، وتسمى الأمواج الميكانيكية، أو تنتشر في الفراغ دون الحاجة إلى وسط مادي كأمواج الضوء، وتسمى الأمواج الكهرومغناطيسية. ويصاحب انتشار الأمواج انتقال طاقة من مكان لآخر علماً أن جزيئات الوسط الناقل لا تنتقل من موضعها بل تهتز على جانبي موضعها الأصلي. ويمكن تصنيف الأمواج حسب اتجاه اهتزاز الوسط بالنسبة لخط انتشار الموجة إلى نوعين:

### الأمواج المستعرضة
«الأمواج المستعرضة في حبل»، يمثل الحبل من طرفه وسطاً مرناً لنقل أي اضطراب يحدث في جزء منه، فعندما نحدث اضطراباً واحداً (نبضة) في الحبل، يلاحظ أن قمة الموجة تتحرك باتجاه الطرف الثاني مبتعدة عن الموضع الذي حدث فيه الاضطراب.
بما أن جزيئات الوسط الناقل للموجة تتحرك بشكل عمودي على اتجاه انتشار الموجة، فإن هذه الأمواج تسمى الأمواج المستعرضة، ويمكن الحصول على موجة كاملة وذلك بإحداث اضطراب يولد قمة وقاعاً بشكل متصل ودوري.

### الأمواج الطولية
عندما يتم التأثير على نابض بقوة سحب أو ضغط، فسوف تكون النتيجة الحصول على أمواج تسير في اتجاه طول النابض، ويسمى هذا النوع من الأمواج بالأمواج الطولية، حيث تزاح جزيئات النابض باتجاه طوله، كما في الصورة «الأمواج الطولية في النابض».
تسمى المناطق التي تزداد فيها حلقات النابض بـمناطق التضاغطات، والمناطق التي تقل فيها عدد الحلقات بمناطق التخلخلات، وتتكون الموجة الواحدة من:
- تضاغط.
- تخلخل.

## تمثيل الموجات وخصائصها
تمثل الموجات في الرياضيات باقتران جيبي يوضح العلاقة بين إزاحة جزيئات الوسط عن موضعها الأصلي وكل من الزمن والإزاحة في اتجاه انتشار الموجة، من خلال هذه العلامة التي تصف الموجة أو من تمثيلها البياني يمكن معرفة القيم الفيزيائية المتعلقة بالموجة (كالسعة، السرعة، والتسارع...) في أي لحظة زمنية وفي أي موضع، حسب العلاقة:
ص (س، ز) = صم جا (س - ωز)
حيث:
- صم: سعة الاهتزاز، وهي أقصى ازاحة ممكنة للجزيئات عن نقطة الاتزان.
- : العدد الموجي، وهو عبارة عن عدد الأطوال الموجية في مسافة مقدارها (1م) مضروباً بـ π2، وتحسب من العلاقة:  = π2 ÷ λ، والصورة «تمثيل الأمواج» تنتشر باتجاه محور السينات الموجب.

يلاحظ من العلاقة السابقة أن الموجة تنتشر ميكانيكياً، والحد جا (س) هو المسؤول عن شكل الموجة الثابت، ويكون انتشار الموجة في اتجاه محور السينات الموجب. أما جزيئات الوسط المهتز فإنها تتحرك كل في موضعها حركة توافقية بسيطة.
يلاحظ من الصورة «سرعة انتشار الموجة» أن النبضة في الوسط المادي تنتقل بعيداً عن مصدرها، عند اللحظة ز1 تكون في الموضع س1، وبمرور الزمن تتحرك إلى الموضع س2، وتكون السرعة التي تنتشر فيها ثابتة وتحسب من العلاقة:
ع = Δس ÷ Δز، وترتبط سرعة انتشار الموجة بكل من طول الموجة والتردد كما في العلاقة الآتية:
س - ωز = ثابت
Δس - ωز = 0
ع = Δس ÷ Δز
= ω ÷ 
= λ د
أما فيما يتعلق بسرعة جزيئات الوسط فإنها تحسب من العلاقة:
عج = Δص ÷ Δز، وهي متغيرة مع الزمن وفق العلاقة التي توصف بها الموجة. وفي حال كون الموجة موصوفة بدالة جيب، تحسب سرعة الجزيء من العلاقة:
عج(ز) = - ω صم جتا (س - ωز)
و تكون أكبر سرعة للجزيئات عند النقطة التي يكون فيها:
جتا (س - ωز) = ± 1، عج العظمى = ω صم.

## تراكب الأمواج
عندما تتواجد موجتان أو أكثر في وسط واحد، فالاضطراب في الوسط هو مجموع (محصلة) جميع التأثيرات الناتجة، وتكون السعة الكلية الناتجة عند نقطة معينة وفي نفس اللحظة الزمنية هي المجموع الجبري لسعات جميع الأمواج في ذلك الوسط.
لاحظ في الصورة «التداخل البناء» الذي يبين ما يحصل لنبضتين في حبل واحد، عندما تلتقيان، ثم تفترقان. ويلاحظ أن السعة تكون أكبر من سعة أي من الموجتين المكونتين لها؛ أي أن الموجتين تداخلتا تداخلاً بناءً، أما في الصورة الثانية «التداخل الهدام» فإن السعة الناتجة من تداخل الموجتين أقل من سعة أي من الموجتين، والتداخل الناتج في هذه الحالة هو التداخل الهدام.

### جموع موجتين رياضياً
لحساب الموجة الناتجة من تداخل موجتين جيبيتين تسيران في نفس الوسط وفي نفس الاتجاه، ولهما نفس السعة والتردد والطول الموجي، ولكن تختلفان في زاوية الطور.
ص1 = صم جا (س - ωز + φ)
ص2 = صم جا (س - ωز)
باستخدام المتابطقة الرياضية لجمع زاويتين:
جا (أ) + جا (ب) = 2 جتا (أ-ب ÷ 2) جا (أ+ب ÷ 2)
عند جمع هاتين الموجتين ينتج:

قيمة عظمى، أي عند φ تساوي صفراً، π4 ،π2، π، وهكذا. فمثلاً عندما تكون زاوية الطور تساوي صفراً، فإن الموجتين تتداخلان تداخلاً بناءً، وتكون السعة مساوية للصفر عند φ تساوي π5 ،π3، π... وهكذا، وتتداخل الموجتان في هذه الحالة تداخلاً هداماً.

## سلوك الأمواج الميكانيكية
تتشابه جميع الأمواج الميكانيكية من حيث الوصف العام، إذ إن لكل منها سعة، وطول موجي وتردد، وسرعة خاصة تعتمد على طبيعة الوسط الذي تنتقل فيه، وحركة الجزيئات المولدة لهذه الموجات.
و فيما يأتي توضيح لسلوك الموجات الميكانيكية من حيث الانعكاس، والانكسار، والتداخل، والحيود.

### انعكاس الأمواج وانكسارها
عندما تحدث نبضة في حبل، فإن هذه النبضة تنتقل عبر الحبل من طرف لآخر.

### الأمواج الموقوفة
الأمواج الموقوفة، هي الأمواج التي تنتج من تلاقي موجتين تتحركان في اتجاهين متعاكسين في الوسط نفسه، ويكون لهما نفس السعة والتردد.

#### أ- الامواج الموقوفة في حبل مشدود
لاحظ الموجتين في الصورة "الأمواج الموقوفة، لاحظ أنهما تتحركان في اتجاهين متعاكسين، ولهما نفس السعة والتردد والطول الموجي، فإذا تم تمثيل الموجتين بالصورة الرياضية:
ص1 (س، ز) = صم جا (س - ωز)
ص2 (س، ز) = صم جا (س + ωز)
فيكون ناتج جمع هاتين الموجتين كما يأتي: ص = 2صم جا (س) جتا (ز)
لاحظ أن سعة الموجة = 2صم جا (س)، ويعتمد على مقدار السعة على الموضع (س).
تنعدم سعة الموجة في مواضع محددة حيث جا (س) = 0، وتكون النقاط ثابتة وتسمى العقد، وتشكل نقاط التثبيت للحبل عند طرفيه دائما عقداً.
و لمعرفة الطول الموجي للموجة الموقوفة في الحبل الذي طوله (ل)، يتم التعويض في العلاقة:
جا (س) = صفر، أي أن س = نπ، (ن) عدد صحيح = 0 ± 1، ± 2...
و بتعويض  = π2 مقسومة على λ نحصل على النقاط التي تحدث عندها العقد، أي عند س = نλ مقسومة على 2، وأقل طول للحبل عند ل = λ مقسومة على 2. والموجة الأساسية هي الموجة التي يكون ترددها أقل ما يمكن، ويسمى التردد الأساسي (د1)، ويعطى بالعلاقة:
و بشكل عام فإن تردد الأمواج الموقوفة يعطى بالعلاقة د = ن د1، حيث (ن) عدد صحيح.
و في مواضع أخرى حيث جا (س) = 1، تكون سعة الاهتزاز أكبر ما يمكن وستمى هذه النقاط بـالبطون.
جا (س) = ±1، أي أن: س = نπ ÷ 2، س = نλ مقسومة على 4، حيث (ن) عدد فردي.

#### ب- الأعمدة الهوائية في الأنابيب
يمكن الحصول على أمواج طولية موقوفة في الأنابيب الهوائية كما في الصافرة والناي وغيرها من آلات النفخ الموسيقية، عن طريق إحداث تداخل بين موجتين متعاكستين في اتجاه حركتهما، ويعتمد تردد هذه الأمواج على طول الأنبوب، وكون نهاياته (أطرافه) مغلقة أم مفتوحة.
- أنبوب مفتوح الطرف: كما يلاحظ في الصورة. يكون موضع البطن دائماً قريباً من الطرف المفتوح للأنبوب، ويكون طول الأنبوب مساوياً لعدد صحيح من أنصاف الموجات.
- أنبوب مغلق الطرف: كما في الحبل المثبت الطرفين، يكون مكان القعد هو نقاط التثبيت، وهنا يكون الطرف المغلق دائماً مكاناً للعقد الموجية. ويكون طول الأنبوب مساويا لعدد فردي من أرباع الموجودات.

## تداخل الأمواج وحيودها

### تداخل الأمواج
لا يمكن لجسمين أن يتداخلا ويحتلان مكاناً واحداً في نفس الوقت. وبناءً على مبدأ جمع الأمواج، يمكن لعدة أمواج متلاقية في نقطة أن تتداخل فيما بينها، وقد يكون التداخل إما:
- بنّاءً
- هداماً.

و بشكل عام يكون التداخل بناءً إذا كان الفرق في طول المسار لموجتين متلاقيتين في نقطة يساوي عدداً صحيحاً من طول الموجة.

### الحيود
الحيود هو تغير في مسار حركه الموجه أو انحناؤها عند مرورها في فتحه ضيقه بالنسبة لطولها الموجى اى عندما تكون ابعاد الفتحة مقاربه لطولها الموجى أو عند مرورها بحافه حاده في نفس الوسط
عادة ما يسمع في كثير من الحالات الصوت قادما من مصدر ما خلف الجدار، وهذا يدل على أن الأمواج الصوتية تلتف حول المعيقات.
و يلاحظ عادةً انحرافا يحصل لأمواج الماء عندما يتعرض مسارها معيق بفتحة ضيقة، ويتناسب مقدار الانحراف الحاصل في الموجات على الطول الموجي لها ومقدار الفتحة في المعيق.